# Karelia (groupe)
Pour les articles homonymes, voir Karelia.
Karelia est un groupe de metal gothique français, originaire d'Alsace.

## Biographie
Le groupe est formé en 2000 par Matthieu Kleiber et Lionel Vest, en Alsace. Karelia publie initialement une démo éponyme la même année.
Leur premier album Usual Tragedy est publié en 2004 sur le label allemand Drakkar Records. Il comprend de nombreux arrangements orchestraux qui valent à la musique du groupe l'appellation heavy metal symphonique ou simplement metal symphonique. En ce qui concerne les paroles, Usual Tragedy est un album concept dont le protagoniste a connu les deux Guerres Mondiales, a perdu son père durant la première, a perdu sa bien-aimée durant la deuxième, est témoin de la violence et de la folie des hommes, a fini par perdre la raison et est mort seul et anonyme dans un hôpital,,.
Leur deuxième album, Raise, est publié en 2005 également sur Drakkar Records. Il n'est pas aussi orchestral que son prédécesseur mais renferme des ambiances sombres et mélancoliques similaires au premier album et semblent être la marque de fabrique du groupe ; c'est la raison pour laquelle la musique de Karelia est parfois rattachée au metal dit « gothique ». Les paroles traitent de thèmes tels que « l'effet moutonnier de la foule qui suit aveuglément son leader » (Raise), les guerres de religion (Cross and Crescent), l'enfance (Child has Gone, Unbreakable Cordon), et la dépression (Breakdown).
En janvier 2007, le claviériste Bertrand Maillot quitte le groupe et Jack Ruetsch rejoint les rangs de Karelia au poste de deuxième guitariste. En juin 2007, le groupe annonce sur son site qu'il a fini d'enregistrer son troisième album Restless. Il était d'abord prévu qu'il sorte vers septembre ou octobre 2007, mais il sortira finalement le 21 avril 2008, sur le label français Season Of Mist. Restless affichera de nouvelles orientations musicales, notamment des éléments industriels, comme en témoignent les extraits disponibles sur la page MySpace du groupe. Fin novembre 2007, Karelia était en première partie du célèbre groupe de hard rock Scorpions lors de trois de leurs concerts en France, et depuis fin 2008. Début 2009, le groupe annonce un changement de line-up. Erwan Morice et Loic Jenn quittent le groupe et c'est Samuel Clauss et Néon qui rejoignent le combo, respectivement aux postes de deuxième guitariste pour l'un et de batteur pour l'autre. Ils ont aussi fait la première partie de Uli Jon Roth au Grand Casino Basel en 2009.
L'année 2010 semble déjà chargée en évènements pour le groupe. Ils seront encore à l'affiche avec Scorpions pour leur tournée française passant le 19 mai à l'Olympia de Paris, le 21 mai au stade couvert de Liévin, dans le Nord et enfin par le Zénith de Strasbourg le 22 mai. Le 26 août 2011 sort l'album Golden Decadence, avec en guest à la guitare Rudolf Schenker du groupe Scorpions sur deux chansons, Keep Watching Me et The Way Across the Hills, et trois chansons en bonus, dont la reprise du groupe Queen, The Show Must Go On. Le 2 juin 2012, le groupe est de nouveau à l'affiche avec Scorpions pour une de leurs dernières dates en France à l'amphithéâtre de plein air du Zénith de Nancy lors du festival Nancy on the Rocks. Lors de ce concert, Lex, le chanteur et leader de Koritni est venu chanter avec le groupe le titre des Misfits, Attitude.
En mai 2013, après plus de 13 années d'existence, le groupe décide finalement de se séparer.

## Influences
D'après Matthieu Kleiber, chanteur de Karelia, les membres du groupe ont des influences musicales variées ; à titre d'exemple : « En ce qui concerne Bertrand (clavier) et moi, on reste assez accrochés au classique et à des groupes phares aux compos assez complexes tels que les Guns et Aerosmith. Gilles (basse) est plutôt versé dans le hard rock à la Whitesnake et Erwan (guitare) et Loïc (batterie) ont une tendance prononcée pour le heavy symphonique. »

## Membres

### Derniers membres
- Matthieu Kleiber - chant
- Jack Ruetsch - guitare
- Samuel Clauss - guitare
- Phil Sissler - basse
- Neon Drummer - batterie

### Anciens membres
- Fr-edd Seiler - batterie
- Bertrand Maillot - clavier
- Lionel Vest - clavier
- Gilles Thiebaut - basse
- Loïc Jenn - batterie
- Erwan Morice - guitare

## Discographie

### Albums studio
- 2004 : Usual Tragedy
- 2005 : Raise
- 2008 : Restless
- 2011 : Golden Decadence

### Démo
- 2000 : Karelia